# Tarkwa
Tarkwa è un centro abitato del Ghana, situato nella Regione Occidentale.